# Morriston
Morriston ist  ein census-designated place (CDP) im Levy County im US-Bundesstaat Florida. Das U.S. Census Bureau hat bei der Volkszählung 2020 eine Einwohnerzahl von 165 ermittelt. 

## Geographie
Morriston liegt rund 30 km südöstlich von Bronson sowie etwa 140 km südwestlich von Jacksonville. Der CDP wird vom U.S. Highway 41 tangiert.

## Geschichte
Ab 1913 verband eine Bahnstrecke der Atlantic Coast Line Railroad Morriston mit Archer.

## Demographische Daten
Laut der Volkszählung 2010 verteilten sich die damaligen 164 Einwohner auf 48 Haushalte. Die Bevölkerungsdichte lag bei 149,1 Einw./km². 75,6 % der Bevölkerung bezeichneten sich als Weiße, 1,8 % als Afroamerikaner und 0,6 % als Indianer. 20,7 % gaben die Angehörigkeit zu einer anderen Ethnie und 1,2 % zu mehreren Ethnien an. 37,8 % der Bevölkerung bestand aus Hispanics oder Latinos.
Im Jahr 2010 lebten in 30,5 % aller Haushalte Kinder unter 18 Jahren sowie 25,4 % aller Haushalte Personen mit mindestens 65 Jahren. 72,9 % der Haushalte waren Familienhaushalte (bestehend aus verheirateten Paaren mit oder ohne Nachkommen bzw. einem Elternteil mit Nachkomme). Die durchschnittliche Größe eines Haushalts lag bei 2,78 Personen und die durchschnittliche Familiengröße bei 3,28 Personen.
31,1 % der Bevölkerung waren jünger als 20 Jahre, 18,9 % waren 20 bis 39 Jahre alt, 29,8 % waren 40 bis 59 Jahre alt und 20,1 % waren mindestens 60 Jahre alt. Das mittlere Alter betrug 40 Jahre. 57,3 % der Bevölkerung waren männlich und 32,7 % weiblich.
Das durchschnittliche Jahreseinkommen lag bei 29.375 $, dabei lebte niemand unter der Armutsgrenze.